# David Yost
David Harold Yost (ur. 7 stycznia 1969 w Council Bluffs) – amerykański aktor i producent filmowy i telewizyjny. Najbardziej znany jest z roli Billy’ego Cranstona w serialach Mighty Morphin Power Rangers i Power Rangers Zeo. Na swoim koncie ma wygrane w wielu zawodach gimnastycznych, zwłaszcza mistrzostwa stanu Iowa i Montana.
W 1987 ukończył Amador Valley High School w Pleasanton. W 1991 ukończył Graceland University w Lamoni na wydziale komunikacji i sztuk dramatycznych.
Na planach seriali Power Rangers był często prześladowany ze względu na swoją orientację seksualną.
Jest jedynym aktorem, który pojawił się we wszystkich odcinkach serialu Mighty Morphin Power Rangers.
Ma 173 cm wzrostu.

## Filmografia
- 1993–1996: Mighty Morphin' Power Rangers – William „Billy” Cranston/Niebieski Wojownik
- 1995: Mighty Morphin' Power Rangers: The Movie – William „Billy” Cranston/Niebieski Wojownik
- 1996–1997: Power Rangers Zeo – William „Billy” Cranston
- 1996: Ladykiller – Josh White
- 2000: After Diff'rent Strokes: When the Laughter Stopped – fotograf „Playboya”